# رود ملچا
رود ملچا (انگلیسی: Melecha) یک رودخانه در استان تور کشور روسیه است.